# Clarington
Clarington (amtlich: Municipality of Clarington) ist eine Gemeinde in der Regional Municipality of Durham in Ontario, Kanada. Clarington ist Teil der Greater Toronto Area.
Eine Hauptattraktion in der Gemeinde ist der Canadian Tire Motorsport Park (früher Mosport Park), eine Motorsport-Rennstrecke nördlich von Bowmanville. Auch das ehemalige Kriegsgefangenenlager Bowmanville befindet sich im Gemeindegebiet.

## Geschichte
Die Gemeinde wurde 1973 als neue Gemeinde Newcastle durch den Zusammenschluss der Orte Bowmanville, Newcastle und der Gemeinden Clarke und Darlington gebildet und besteht seit dem 1. Januar 1974. 1993 wurde die Stadt in Clarington umbenannt, ein Portmanteau aus den Namen der beiden ehemaligen Gemeinden. Darlington ist heute größtenteils ein Vorort, während Clarke nach wie vor weitgehend ländlich geprägt ist. Bowmanville ist der größte Ort der Gemeinde und beherbergt die städtischen Ämter.

## Demografie
| Jahr | Einwohnerzahl |
| ---- | ------------- |
| 2002 | 074.295       |
| 2007 | 082.434       |
| 2012 | 088.935       |
| 2017 | 096.229       |
| 2022 | 107.394       |

## Wirtschaft
In Clarington befindet sich das Kernkraftwerk Darlington.